# اعتراضات ۲۰۱۱ عراق
اعتراضات ۲۰۱۱ عراق در پی انقلاب تونس و انقلاب ۲۰۱۱ مصر رخ داد. چندین تظاهرات در ماه مارس، علیه مداخله عربستان سعودی در بحرین بود. همچنین تظاهرات در کردستان عراق، برگزار شد و به مدت ۶۲ روز ادامه داشت.